# Александр Кароль Ваза
Александр Кароль Ваза (14 ноября 1614, Варшава — 19 ноября 1634, село Вельке под Варшавой) — польский королевич, седьмой и младший сын короля Сигизмунда III Вазы, пятый от второго брака с Констанцией Габсбург.

## Детство
Королевич Александр Кароль Ваза был крещён 4 января 1615 года в в церкви Богородицы Благодати в Варшаве. Вырос при королевском дворе в Варшаве, получил образование в иезуитском коллегиуме в области  семи свободных искусств, и в четырнадцать лет говорил на нескольких языках, в том числе и на латыни, которую он выучил вместе со своими братьями Яном Ольбрахтом, Каролем Фердинандом и сестрой Анной Екатериной Констанцией. Королева Констанция Габсбург сама была образованным человеком и помимо родного немецкого языка обучила детей латыни, испанскому, итальянскому и польскому языкам. В отличие от своих братьев, Александр Кароль легко завоёвывал симпатии людей, с которыми общался, в чём был похож на своего старшего сводного брата Владислава.

## Юность
Александр Кароль был тщательно подготовлен родителями к возможному восшествию на престол. Французский дипломат Шарль Ожье утверждал, что Сигизмунд III считал младшего сына своим преемником и рекомендовал его будущий выбор дворянству: Всё по вашим обычаям и польскому духу: он смелый, подвижный и живой, почему бы вам не выбрать его. У юного королевича, как и у его отца, были художественные способности, он охотно рисовал, также у него был отличный слух, и он научился петь. Его учителем пения был иезуит Симон Берент.

## После смерти родителей
Скончавшаяся 10 июня 1631 года королева Констанция до конца жизни надеялась, что её племянник и пасынок Владислав займёт русский престол, а один из её сыновей получит польскую корону. Менее чем через год, 30 апреля 1632 года умер и король Сигизмунд. После смерти отца Александр Кароль вместе со своими братьями и сёстрами поддержал кандидатуру старшего сводного брата Владислава на польский и шведский престолы. 4 февраля 1633 года королевич с братьями и сёстрами присутствовали в семейной часовне на Вавеле на похоронах родителей: короля Сигизмунда III Вазы и королевы Констанции. После смерти обоих родителей королевич Александр и его братья и сёстры остались на попечении своего сводного брата, поскольку выборная система Речи Посполитой не предусматривала ни должного дохода, ни общественных функций для королевских братьев. 6 февраля 1633 года архиепископ Гнезенский, примас Ян Венжик провёл в Вавельском соборе коронацию королевича Владислава, на которой присутствовали Александр Кароль и другие его братья и сёстры.

## Путешествие в Италию и смерть
В июле 1633 года Александр Карль отправился в Италию, куда его сопровождал иезуит Симон Берент. В сентябре к нему присоединился старший брат, Ян Ольбрахт Васа, бывший в то время епископом Краковским и кардиналом. Александр Кароль вернулся из поездки через год, в июле 1634. Он готовился к ожидаемому турецкому походу и в октябре 1634 года встретил во Львове королевича Яна Казимира. Там он, вероятно, заразился от своего брата оспой, которую Яну Казимиру удалось пережить. Александр Казимир умер 19 ноября 1634 ода по пути в Варшаву, в фольварке Вельке, расположенном в 9 милях от столицы. Похоронен 7 февраля 1635 года в Кракове. Поскольку он считался самым талантливым из королевских братьев, о его смерти очень сожалели, как о смерти возможного преемника Владислава. Альбрехт Радзивилл записал в своём дневнике: Польский королевич Александр Кароль умер от оспы [...] с большой потерей для Польши, но и для всего христианского мира [...] его оплакивали все.